# Simpang Belutu
Simpang Belutu is een bestuurslaag in het regentschap Siak van de provincie Riau, Indonesië. Simpang Belutu telt 5997 inwoners (volkstelling 2010).